# Филистимский язык
Филистимский язык — язык народа филистимлян до их ассимиляции семитским окружением. Известен по фрагментарным свидетельствам — глоссам в Ветхом Завете и единичным кратким текстам.
Уже к IX—VIII векам до н. э. большая часть филистимлян семитизировалась и выработала собственный филистимский семитский язык, известный также как экронский язык ханаанской подподгруппы северо-западной семитской подгруппы.

## Тексты «филистимским линейным» письмом
Перечисленные ниже тексты по внешнему виду напоминают кипро-минойское письмо, однако не включаются в его корпус, поскольку лишь часть исследователей согласна с такой идентификацией, другие более осторожно пишут о «линейном письме эгейского происхождения».
- Афек: табличка с текстом из нескольких строк[5].
- Ашкелон: черепок с надписью краской из 9 знаков[6].
- Ашдод: глиняные филистимские печати с текстами из 5—6 знаков[7][8][9][10]. Чтение знаков приведено согласно Дж. М. Факкетти и не является общепринятым[11].
  - Текст 1: du-re?-()-te-ja
  - Текст 2: ja?-()-ro-ba + отдельно стоящая силлабограмма е
- Тель-Касиле: надпись на амфоре (чтение Дж. Факкетти): ti?-jo 1[11].
- несколько черепков микенской керамики с единичными знаками, напоминающими кипро-минойские (возможно, метки гончаров)[12][13].

Специалисты по кипро-минойскому языку (С. Феррара, Ф. Стил) высказали осторожное сомнение в том, что данные надписи являются кипро-минойскими, ввиду особенностей начертания знаков, отличающих их от кипрских надписей. Б. Дэвис идентифицировал ряд знаков иначе, чем Факкетти. Скудность и краткость надписей не позволяет судить, на каком именно языке они выполнены.

## Тексты финикийским и арамейским письмом
Филистимляне заимствовали финикийское письмо.
Как относительно длинные филистимлянские тексты (финикийским письмом) идентифицированы остракон из Избет-Сарта, два остракона и печать из Телль-Джемме (Тель-Гамма, de:Tell Jemmeh).
Текст из Избет-Сарта (5 строк, IX в. до н. э.), по некоторым оценкам, выполнен не финикийским, а более ранним ханаанейским письмом. Текст не поддаётся интерпретации, за исключением последней строки (перечень букв финикийского письма)
1. 'bsdh’t 'o
2. ktnoqh’tb’z[]toltt
3. y qsqq
4. oygbnhp’tbhdzqloto’ob’hbrobs
5. 'bgdhwzhtyklmnsopsqrst

Первый остракон из Телль-Джемме (VII в. до н. э.) представляет собой перечень имён. По мнению Аарона Кемпински, каждая строка означает «А, (сын) В-а», при этом второе имя оканчивается показателем -š, который он сравнивает с генитивом индоевропейских языков. Большая часть имён интерпретируются как семитские (некоторые — с прибавлением указанного окончания), однако около трети имён не являются семитскими, хотя, возможно, имеют параллели среди анатолийских имён, а также, возможно, кипрских (последние засвидетельствованы в ассирийских текстах). Дж. М. Факкетти также считал данный показатель генитивом, но этрусским.
1. lhrš . bnkš
2. wnnt . 'dnš
3. šlm . 'nš
4. bolšm' . šgš
5. rk' . šm'š
6. bol' . hmš
7. ntn . ppš
8. tb . šl[

Второй остракон (VII в. до н. э.) представляет собой, по-видимому, также список имён с цифрами в конце строк. В нём неоднократно встречается морфологический показатель -yh (возможно, соответствует конечному -ja из текста «линейным» (кипро-минойским?) письмом), а также, вероятно, уже упомянутый показатель генитива имён -š.
1. []h klytbš[]
2. [] ksryh 2[]
3. []y brzyh 20[]
4. []rvš 3Z []
5. [] 1Z

Здесь Z — зигзагообразный знак (видимо, также числительное).
Возможно, к филистимским также можно отнести несколько плохо интерпретируемых остраконов с исключительно краткими надписями из Ашдода, Тель-Касиле, Ацора, Телль-эль-Фара и др. Дж. Наве насчитывает в общей сложности 14 филистимских надписей финикийским или арамейским письмом.

## Лексика

### Личные имена
Филистимляне в Библии и других древних текстах носят как семитские имена, так и имена неясной этимологии.
- Ахиш (Анхус, ассир. i-ka-u-su) — правитель Гефа, покровитель Давида. Имя сопоставляют с малоазийским именем Анхиз[17][18].
- Голиаф имеет аналоги в анатолийских языках — карийское Улиат[19] и лидийское Адиатт/Алиатт[20][21]. Известна также эллинизированная форма анатолийского имени — Каллиад.
- Далила — жена Самсона, предавшая его
- Митинти — имя двух правителей, в Ашдоде и в Ашкелоне — упоминаются как в финикийских, так и в ассирийских текстах[22].
- Тайта, правитель сирийских филистимлян (царство Палистин в долине Амук) и его жена Купапияс носят характерные анатолийские имена[23].

### Имена богов
- Дагон
- Пифогея (условно, передаётся как ptgy) — имя богини из посвятительной надписи в Экроне[24][25]. Та же надпись содержит генеалогию филистимских царей с их именами.

### Топонимы
- Секелаг — город, построенный филистимлянами (1Цар. 27:6–30:26).

### Другие глоссы
В Библии засвидетельствован ряд филистимских глосс, в частности:
- Титул seren (предводитель филистимлян) в современном иврите приобрёл новое значение «капитан» (воинское звание ЦАХАЛ); ряд исследователей, в частности, Р. Д. Барнетт[26] считал, что данное слово связано с неохеттским sarawanas/tarawanas[27] или др.-греч. τύραννος (тиран — которое, в свою очередь, было западноанатолийским заимствованием; первым известным носителем данного титула был лидиец Гиг)[28][29][30][31][32][33][34]. Томас Шнайдер, напротив, отождествлял термин seren с лемносским словом seronai, который он интерпретирует как титул (интерпретация спорна)[35].
- kōbá — название медного шлема Голиафа в 1Цар. 17:5–38, — Эдвард Сепир предполагал, что слово имеет индоевропейскую этимологию[36].
- ’argáz — ящик или сосуд с золотыми дарами филистимлян, упоминаемый в 1Цар. 6:8–15 и более нигде в Библии,[37] — по мнению Э. Сепира, «явно не семитское слово», хотя в арамейском и арабском есть параллели.
- титул padî.[38]
- титул paraz (предводитель селения) — идентифицирован Л. Несёловским-Спано в надписи из Экрона, имеет параллели в библейской лексике — Аввакум 3:14[39].

## Филистимский семитский язык
Известно несколько десятков надписей с территории филистимского Пятиградья, выполненных на особом местном диалекте ханаанейского языка, одним из потомков которого является также иврит. Полный каталог таких надписей опубликовал Л. Несёловский-Спано.
Пример: текст остракона из Ашкелона:
1. ]m‘br . sû . tsû[
2. ]k?w . ysû n? . l[
3. ]‘ [.] br [.] s\pn?[

См. также статью о царской посвятительной надписи из Экрона: Экронская надпись